# Castell de Mataplana
El Castell de Mataplana és un castell del municipi de Gombrèn (Ripollès) declarat bé cultural d'interès nacional. L'espai és un jaciment arqueològic excavat d'ençà de l'any 1986 format per un castell dels segles xii i xiii i per un barri o vilatge abandonat.

## Descripció

### Castell
A la Vall de l'Espluga, al costat nord-occidental del terme de Gombrèn, queden notables restes de mur de l'antic castell, prop de la capella de Sant Joan de Mataplana. Les excavacions arqueològiques iniciades l'any 1986 sota la direcció de Manuel Riu han posat al descobert el conjunt fortificat.
Cap a la primera meitat del segle xi en el lloc de Mataplana es va bastir una torre de planta circular, amb pedra ben escairada de mida mitjana i calç, d'uns sis metres de diàmetre (i potser d'uns 9 metres d'alçada), aprofitant el turonet de la riba esquerra del torrent de l'Espluga, destinat a vigilar el camí que pujava per la riba dreta, des de Gombrèn vers Castellar de N'Hug.
El segon castell data del segle xi i xiv i té com a peça bàsica la gran torre rectangular del costat oest, de 16,5 per 4,35 metres, amb una superfície de 80 metres quadrats, amb dues plantes sobreposades. La planta baixa tenia una volta de canó seguit. Aquesta torre tenia una porta adovellada, amb un bon arc de descàrrega, situada al mur oriental. La segona planta de la torre, que va descriure Ramon Vidal de Besalú en la seva poesia So fo el temps c'om era jays, s'havia ensorrat totalment, encara que és possible endevinar que devia estar coberta per un sostre embigat. El teulat era a dos vessants, inicialment completat amb llosetes de pedra i posteriorment amb teula àrab. A aquesta torre ben aviat s'adossà pels extrems nord i sud una muralla recta d'1,40 metres de gruix, que encerclava un espai de 28 per 19 metres. La muralla s'obria a l'exterior mitjançant una porta situada a l'est.
Posteriorment, l'espai interior a la muralla es va anar omplint d'edificacions afegides als costats septentrional i meridional. Entre la torre i l'aula-capella es construí una quadra de 10,2 per 5 metres, coberta amb volta de canó. Sobre aquesta quadra hi hagué una sala de parets arrebossades i pintades amb sanefes d'escudets al tremp.

### Capella
L'església de Sant Joan de Mataplana es troba a la vall de l'Espluga, isolada, davant de les restes del castell del qual n'era la capella. És un edifici d'una sola nau trapezoïdal coberta amb volta de canó i absis semicircular ultrapassat amb volta de quart d'esfera, orientat a llevant. La porta oberta a la façana de ponent és amb arc de mig punt i a damunt hi ha un campanaret d'espadanya. Els murs són de carreus vistos, ben treballats a l'exterior, i l'interior ha estat repicat però resten visibles petits elements de decoració mural pintats al fresc.
A la vegada que es construïa el castell, a la darreria del segle xii, a extramurs i a la part meridional del castell es formà un barri que constava d'una desena de cases, d'una sola planta. Entre aquestes hi ha una casa d'un ferrer, amb una fornal i un dipòsit de cendres.
Sant Pere de Mogrony juntament amb el seu castell, era propietat del Monestir de Sant Joan de les Abadesses. El seu estil és romànic, i la seva supervivència pot ser deguda a la devoció i ús dels habitants dels masos propers. La capella fou restaurada el 1969, conserva pintures a l'absis. Procedents d'aquesta església es conserven dues taules pintades, una conservada al Museu Episcopal de Vic i l'altra al Museu d'Art de Catalunya, a Barcelona. Va ésser restaurada vers el 1970, i en l'actualitat depèn de Mogrony i té culte un cop l'any.

## Història
Castell termenat documentat el 1076. El llinatge Mataplana, sovint representat per un individu de nom Hug, es troba instal·lat aquí al segle xi. Sembla que procedeix d'Hug Dalmau, baró del comtat de Cerdanya durant la segona meitat de la centúria esmentada. El comtat de Cerdanya no trigà a esdevenir propietat dels comtes de Barcelona. Els vescomtes de Berguedà eren, al segle xii, vassalls dels Mataplana per diversos dominis. Vers el 1185, cert Huguet de Mataplana casat amb Sança, inicià una altra branca de la família Mataplana. Hug de Mataplana i la seva muller Guillema de Sales (vers el 1200) «reproduïren en el seu castell les famoses Corts d'amor de la Provença». S'hi refereix un famós poema del trobador Ramon Vidal de Besalú. Creiem que el moment més esplendorós del casal dels Mataplana s'esdevingué en aquestes dates, quan la mansió, havia esdevingut punt de trobadors i de barons. «El castell de Mataplana era centre de reunió de dames i cavallers, de trobadors i joglars. Duraren aquestes festes fins que el baró Hug acompanyà el rei Pere a les guerres de Tolosa i caigué amb ell a la trista jornada de Muret» (Comerma).
El 1246, el rei Jaume I vengué a Galceran d'Urg (o d'Urtx), casat amb Blanca de Mataplana, el domini alodial que tenia el rei en aquest castell i que havia adquirit d'una germana de la referida Blanca. Al llarg del segle xiii, la família Mataplana habità al castell i el 1278 instà la població del lloc de «Gomsen» (Gombrèn). Cap al 1320, els senyors de Mataplana abandonaren definitivament aquesta residència castellana, i passaren a residir a la Pobla de Lillet.

## Arqueologia

### Primer castell
La situació de les restes del castell de Mataplana fins a 1986 es creia que eren sota els fonaments de la casa de Mataplana, uns 200 metres de distància de la seva ubicació exacta. Així ho deia el llibre Montgrony entre història i llegenda, on es fotografien les suposades restes del castell al costat de la masia de Mataplana. Era, però, una creença infundada, ja que la situació no responia a cap lloc enlairat, visible des de lluny, dominant el paisatge, amb tota la simbologia de poder. Estan incloses a l'Inventari del Patrimoni Arqueològic i Paleontològic de Catalunya.
Fou el 1986, quan a iniciativa del propietari dels terrenys de Mataplana, el doctor ripollès Eudald Maideu, es varen iniciar els treballs arqueològics, dirigits per Manuel Riu, que havien de portar a esmenar l'equivocada ubicació i a descobrir unes restes arqueològiques de gran valor: el castell on havien viscut Ponç de Mataplana, tan vituperat per Guillem de Berguedà, Hug de Mataplana, i on va sojornar Ramon Vidal de Besalú.
Les restes del castell de mota de Mataplana foren localitzades on era previsible, vora del torrent de l'Espluga, a pocs metres de distància de la capella romànica de Sant Joan de Mata, en una mota artificial, coronada d'espessa vegetació. La seva ubicació era a 1.160 metres d'altitud, entre els 2° 03′ 39″ de Longitud est i els 42° 15′ 44″ de latitud Nord. Sota aquest monticle de materials, hi havia una base formada per materials margocalcaris que sobresortien de les margues que l'envoltaven, que havien estat retocat i tallat en diversos punts per tal d'aconseguir una plataforma suficientment plana i aïllada. El nom de Mataplana obeeix a la transformació artificial del turó de pedra calcària aplanat, formant una motta o matta.
En aquest lloc es varen trobar en successives campanyes arqueològiques (1986–1998), «no tan sols el pati enllosat del castell, sinó, fins i tot, bona part de les parets de la planta baixa dels edificis que l'havien constituït i la muralla que protegí el recinte, o bé l'escala que accedia a la planta noble del pati».
Les successives campanyes arqueològiques han permès descobrir «una superfície edificada d'uns 532 metres quadrats, en l'àmbit de la qual havien quedat enterrats els elements bàsics d'un castell-residència del període del segon art romànic (segles xii–xiii), el castell dels trobadors, que a la vegada s'havia edificat damunt d'un altre castell típic del primer art romànic».
Cap a la primera meitat del segle xi en el lloc de Mataplana es va bastir una torre de planta circular, amb pedra ben escairada de mida mitjana i calç, d'uns sis metres de diàmetre (i potser d'uns 9 metres d'alçada), aprofitant el turonet de la riba esquerra del torrent de l'Espluga, destinat a vigilar el camí que pujava per la riba dreta, des de Gombrèn vers Castellar de n'Hug. Des d'aquest lloc es podia contemplar tota la vall a certa altura i el camí serpentejant que anava pel costat de la ribera. Segons Riu, en «aquell mateix moment es construí, a uns quinze metres d'ella i a l'extrem meridional del turó, una capella castral [o aula] d'una sola nau amb porta al nord, d'uns quatre metres d'amplada per sis de llargada. Era una capella petita, probablement amb coberta de lloses als dos vessants, i sense absis diferenciat. I fins i tot és possible també que seguint el costum del moment, hom encerclés la torre i la capella potser amb un mur de pedra i, més probablement, per mitjà d'una palissada de fusta que podia seguir amb més facilitat les sinuositats del cim del turonet».

### Segon castell

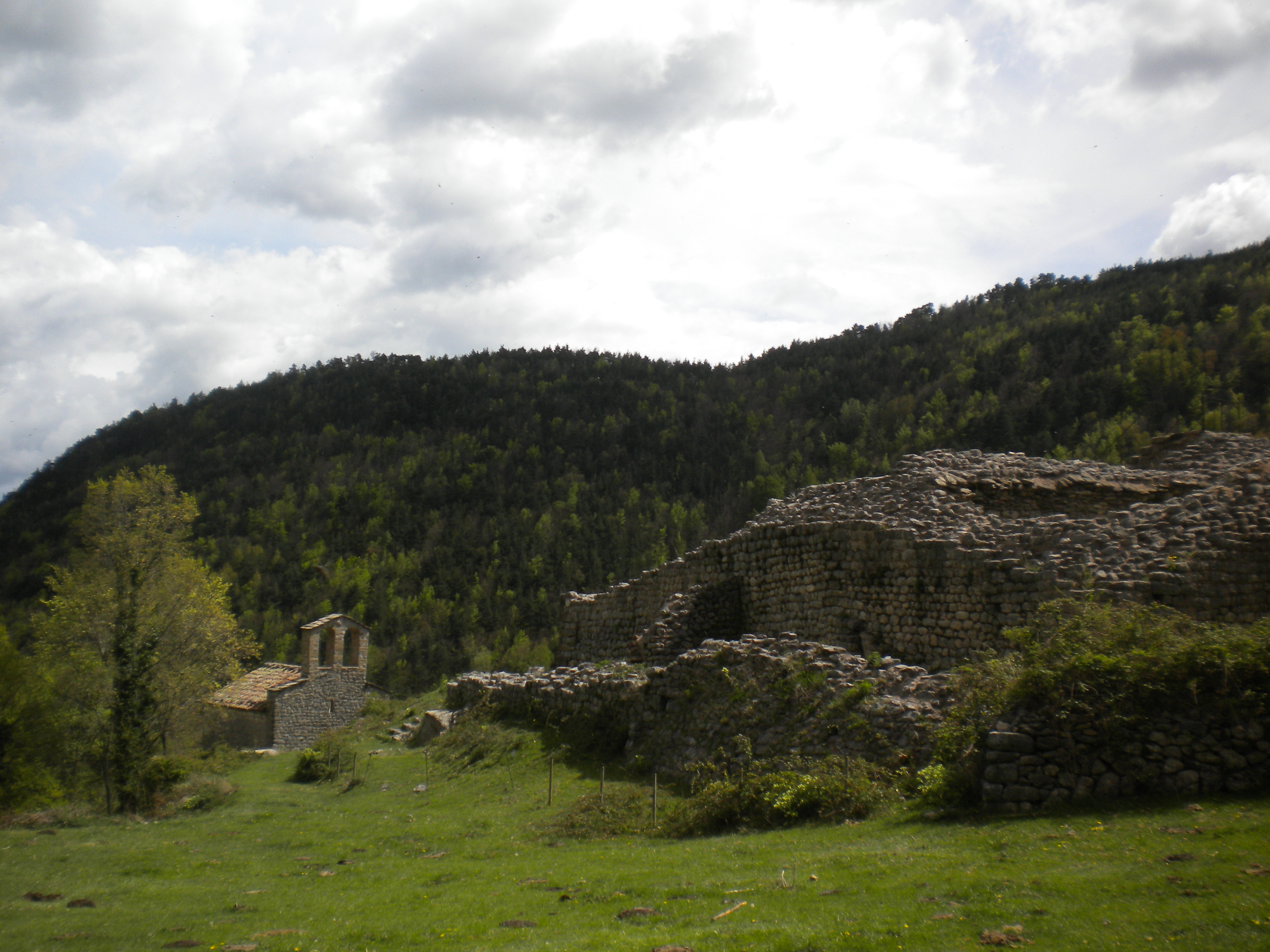
Restes del Castell i l'església de Sant Joan al fons

Les restes descobertes en les successives campanyes arqueològiques han posat al descobert, fonamentalment, els elements del segon castell, ja dels segles xii i xiii, d'estil corresponent al segon romànic.
La peça bàsica és la gran torre rectangular del costat oest, de 16,5 per 4,35 metres, amb una superfície de 80 metres quadrats, amb dues plantes sobreposades. La planta baixa tenia una volta de canó seguit. Aquesta torre tenia una porta adovellada, amb un bon arc de descàrrega, situada al mur oriental. La segona planta de la torre, que va descriure Ramon Vidal de Besalú en la seva poesia So fo el temps c'om era jays, s'havia ensorrat totalment, encara que és possible endevinar que devia estar coberta per un sostre embigat. El teulat era a dos vessants, inicialment completat amb llosetes de pedra i posteriorment amb teula àrab. A aquesta torre ben aviat s'adossà pels extrems nord i sud una muralla recta d'1,40 metres de gruix, que encerclava un espai de 28 per 19 metres. Aquesta muralla s'obria a l'exterior mitjançant una porta situada a l'est.
Posteriorment, l'espai interior a la muralla es va anar omplint d'edificacions afegides als costats septentrional i meridional. Entre la torre i l'aula-capella es construí una quadra de 10,2 per 5 metres, coberta amb volta de canó. Sobre aquesta quadra hi hagué una sala de parets arrebossades i pintades amb sanefes d'escudets al tremp.
La capella romànica de Sant Joan de Mata, situada fora del recinte emmurallat, no fou edificada fins a la primera meitat del segle xiii, encara que les dues peces d'aquesta església conservades al Museu Episcopal de Vic i al Museu Nacional d'Art de Catalunya, a Barcelona, estiguin datades a la darreria del segle xii.
A la part septentrional de la muralla s'adossà una saleta o magatzem de 5,9 per 3,4 metres. Sobre aquesta sala hi hagué una estança arrebossada i decorada.
Més tardanament, potser ja a la primera meitat del segle xiv, cal situar l'escala de pedra sense barana que permetia pujar des del pati a la planta noble, situada al segon pis de la torre. A la part nord de la muralla es va bastir una avantmuralla damunt de la qual es construí un forn exterior per coure el pa.